# إينجمار باكمان
إينجمار باكمان (بالسويدية: Ingemar Backman)‏ هو متزلج على الثلوج سويدي، ولد في 1 أبريل 1976 في ياليفاره في السويد.

## وصلات خارجية
- إينجمار باكمان على موقع أوليمبيديا (الإنجليزية)
- إينجمار باكمان على موقع اللجنة الأولمبية السويدية (السويدية)